# ちびっ子かあちゃん
『ちびっ子かあちゃん』は、山中恒原作の児童文学。1983年にTBS系列でテレビドラマ化された。

## あらすじ
母親を癌で亡くした東一（ひがしいち）小学校6年生の少女・田口らん子が母親に代わって一家を切り盛りする。らん子には2人の弟がおり、そのために弟たちからは「母ちゃん」と呼ばれている。

## 書籍データ
- 山中恒児童よみもの選集「ちびっ子かあちゃん」（読売新聞社刊，著者:山中恒，イラスト:平松尚樹，1977年）／第1回巖谷小波文芸賞受賞
原型となった作品が小学館の「小学六年生」に1970年4月号から1971年2月号まで合計11回にわたって連載され、これに大幅に手を加える形で本書が発行された。登場人物や展開については連載時とほぼ同じ内容ではあるが、流行語等が一部改変、削除をされている。
- 角川つばさ文庫「ママは12歳」（角川書店刊，著者:山中恒，イラスト:上倉エク，2015年）
上記書籍を改題したもので、内容の一部が現代風に改変されている。

## テレビドラマ
テレビドラマはTBS系列で1983年4月14日から7月28日まで、毎週木曜日19:30（JST）から放送。全16回。母親は亡くなっておらず、離婚して家を出たことが原作との相違。また、らん子達が通う学校も「国谷市立東カ丘第一小学校」と、原作と名称が異なっている。

### キャスト
- 田口らん子：片岡みえ
- 田口耕作（らん子の父）：岸部シロー
- 田口研作（らん子の上の弟）：石堂穣
- 田口大作（らん子の下の弟）：山本美洋
- らん子の母：松本留美
- 山井はま子：生田悦子
- 教頭先生：ハナ肇
- 斉藤先生：北詰友樹
- 糸井キヌ子：あき竹城
- 左時枝
- 塩沢とき
- 由里：つちやかおり
- 良夫：玉木潤
- 良夫の母：東山明美
- 老人：浜村純
- 杉田ルミ：永井美香
- 栗田：藤森政義

### 放映リスト
| 話数 | サブタイトル               | 放映日  | 脚本       | 監督     |
| ---- | -------------------------- | ------- | ---------- | -------- |
| 1    | わたしがかあちゃん！       | 4月14日 | 田口成光   | 山際永三 |
| 2    | オッパイ対チッパイ         | 4月21日 | 横田与志   | 山際永三 |
| 3    | アルバイトの秘密           | 4月28日 | 横田与志   | 奥中惇夫 |
| 4    | 親子で泳げ鯉のぼり         | 5月5日  | 田口成光   | 奥中惇夫 |
| 5    | カナダからの手紙           | 5月12日 | 横田与志   | 小山幹夫 |
| 6    | ナゼナゼ？教えてよ！       | 5月19日 | 寺田隆生   | 小山幹夫 |
| 7    | いちばん会いたい人に       | 5月26日 | 横田与志   | 山際永三 |
| 8    | 大ピンチ！大逆転？         | 6月2日  | 田口成光   | 山際永三 |
| 9    | 涙の数はしあわせ貯金       | 6月9日  | 寺田隆生   | 奥中惇夫 |
| 10   | 雲にのったおかあさん       | 6月16日 | 小山幹夫   | 小山幹夫 |
| 11   | おかあさんの夢             | 6月23日 | 秋田佐知子 | 奥中惇夫 |
| 12   | 私も遊んでなぜわるい？     | 6月30日 | 小山幹夫   | 小山幹夫 |
| 13   | 夫婦げんかをぶっとばせ！   | 7月7日  | 田口成光   | 奥中惇夫 |
| 14   | 愛犬が消えたナゾ？         | 7月14日 | 寺田隆生   | 奥中惇夫 |
| 15   | ツッパリなんかこわくない！ | 7月21日 | 横田与志   | 小山幹夫 |
| 16   | お母さんは神様？           | 7月28日 | 小山幹夫   | 小山幹夫 |

### スタッフ
- 原作：山中恒
- プロデューサー：小野耕人、中曽根千治、野村清
- 監督：山際永三、奥中惇夫、小山幹夫
- 脚本：田口成光、横田与志、寺田隆生、秋田佐知子、小山幹夫
- 音楽：羽田健太郎
- 制作：TBS・東映

### 主題歌
- OP主題歌『あ・し・た何色』　唄：つちやかおり　　（作詞・竜真知子、作曲・木森敏之、編曲・羽田健太郎）　販売元：東芝EMI(1983年5月21日発売)
- 挿入歌『待っているわ』　唄：つちやかおり　　（作詞・よこすか未美、作曲・木森敏之、編曲・羽田健太郎）　販売元：東芝EMI※主題歌レコードのB面に収録

OPテーマ『あ・し・た何色』は、第7話でゲスト出演したつちやが劇中で歌っている。

### その他
- 放映回数の違いについて-1983年4月10日の毎日新聞の週間テレビガイドの欄では全13回放映と紹介されていたが、放映開始日の1983年4月14日の毎日新聞のテレビ欄下にあるドラマ紹介欄には全25回放映と紹介されており、それぞれ実際の放映回数である16回とは異なっている。視聴率が振るわず途中で打ち切られたこともあり[2]、一部の情報（ホームページ等）で全25回放映とあるのは、このような情報の錯綜及び経緯によるものも原因の一つと考えられる。

| TBSテレビ系列 木曜19:30 - 20:00枠 | TBSテレビ系列 木曜19:30 - 20:00枠 | TBSテレビ系列 木曜19:30 - 20:00枠 |
| 前番組                            | 番組名                            | 次番組                            |
| --------------------------------- | --------------------------------- | --------------------------------- |
| だんなさまは18歳                  | ちびっ子かあちゃん                | 胸キュン探偵団                    |